# James Hoberman
James Lewis Hoberman (Nova Iorque, 14 de março de 1948) é um crítico de cinema e jornalista estadunidense. Ele iniciou sua carreira no The Village Voice na década de 1970 e avaliou inúmeros filmes entre 1988 e 2012.

### Como autor
- Film After Film: (Or, What Became of 21st Century Cinema?). Verso, Brooklyn, New York, 2012.
- An Army of Phantoms: American Movies and the Making of the Cold War. The New Press, New York, 2011.
- The Magic Hour: Film at Fin de Siècle. Temple University Press, Philadelphia, 2003.
- The Dream Life: Movies, Media, and the Mythology of the Sixties. The New Press, New York, 2003.
- On Jack Smith's Flaming Creatures:(and Other Secret-flix of Cinemaroc). Granary Books/Hips Road, 2001.
- The Red Atlantis: Communist Culture in the Absence of Communism. Temple University Press, Philadelphia, 1999.
- 42nd Street. BFI Publishing, London, 1993.
- Bridge of Light: Yiddish Film Between Two Worlds. New York: The Museum of Modern Art/Schocken Books, 1992.
- Vulgar Modernism: Writing on Film and Other Media. Temple University Press, Philadelphia, 1991.
- Dennis Hopper: From Method to Madness. Walker Art Center, Minneapolis, 1988.
- Home Made Movies: Twenty Years of American 8mm & Super-8 Films. Anthology Film Archives, New York, 1981.

### Como coautor
- Midnight Movies (com Jonathan Rosenbaum)